# Fredrik Lindén
Fredrik Sven-Bertil Lindén, född 23 november 1972 i Fosie församling i Malmöhus län, är en svensk officer i marinen.

## Biografi
Lindén avlade sjöofficersexamen vid Marinens krigshögskola 1994 och utnämndes samma år till fänrik i flottan, där han befordrades till kapten 1998. I slutet av 1990-talet tjänstgjorde han vid Första ubåtsflottiljen. Lindén har större delen av sin karriär tjänstgjort inom ubåtsvapnet. Åren 2003–2004 tjänstgjorde han som ställföreträdande fartygschef på ubåtarna HMS Västergötland och HMS Halland. Åren 2006–2008 tjänstgjorde han som fartygschef på HMS Gotland, då stationerad i San Diego, då ubåten var utlånad till den amerikanska flottan. År 2008 lämnade Lindén Försvarsmakten för en civil tjänst. År 2012 återkom han till Försvarsmakten, då han tjänstgjorde i Svenska insatsen i Afghanistan vid ISAF HQ. Åren 2013–2016 tjänstgjorde han som divisionschef inom flottan. Åren 2016–2018 var han tjänstledig från Försvarsmakten och arbeta som rådgivare på Försvarets materielverk (FMV). Åren 2018–2020 tjänstgjorde han vid Marinstaben,[källa behövs] bland annat som chef för Planeringsavdelningen 2019–2020. Efter att ha befordrats till kommendör är Lindén chef för Första ubåtsflottiljen sedan den 1 juni 2020, med ett förordnande längst till den 30 juni 2023.
Fredrik Lindén invaldes som ledamot av Kungliga Örlogsmannasällskapet 2020.